# The Invasion (lucha libre)
La Invasión (en inglés: The Invasion) fue una storyline de lucha libre profesional en la World Wrestling Federation (WWF) que aconteció de marzo a noviembre de 2001, donde varios stables de luchadores estuvieron involucrados, con el propósito de representar a la World Championship Wrestling (WCW) y la Extreme Championship Wrestling (ECW) – quienes se fusionaron para formar La Alianza – enfrentando a otro stable que pretendía representar a la WWF. La historia comenzó poco después de la adquisición legítima de WCW y ECW por parte de la WWF en marzo y abril de 2001, respectivamente, y concluyó con una lucha "winner-takes-all" entre La Alianza y la WWF en Survivor Series.
La idea de una cartelera excepcional presentando a dos de las más grandes promociones en las Monday Night Wars, era considerado un escenario de luchas de ensueño a los ojos de muchos fanes, ya que les permitiría presenciar qué promoción sería superior en una historia. El ángulo comenzó cuando el hijo de Mr. McMahon, Shane McMahon, anunció –  dentro del storyline – en Raw Is War de la WWF y el último episodio de Nitro de la WCW (mezclado en una transmisión simultánea), que había comprado la WCW en las narices de su padre. Esto condujo a varias apariciones consecutivas de luchadores de la WCW durante Raw Is War y SmackDown! durante meses, después de WrestleMania X-Seven.
En junio de 2001, el ángulo creció en intensidad a medida que las historias de la WWF disminuyeron un poco para dar cabida a la línea argumental central de la Invasión. La WCW y la ECW se fusionaron para formar La Alianza y desafiaron a la WWF por el control de la industria de la lucha libre. En el pago por visión, WWF Invasion, tomó lugar una "Inaugural Brawl", donde Stone Cold Steve Austin abandonó a su equipo y se unió a La Alianza. Ocurrieron muchas luchas interpromocionales después de la Invasión entre La Alianza y la WWF, conduciendo al clímax del ángulo en Survivor Series, cuando el Team WWF (The Rock, Chris Jericho, Big Show, The Undertaker y Kane) derrotó al Team Alliance (Stone Cold Steve Austin, Kurt Angle, Rob Van Dam, Booker T y Shane McMahon) en una winner-takes-all elimination tag team match.

## Historia

### Monday Night Wars
Durante las Monday Night Wars, la WWF y la WCW, las dos más grandes promociones de lucha libre profesional en América del Norte, competían por ratings. A través de desarrollos tales como la New World Order (nWo) y la Traición de Montreal, los fanes comparaban continuamente a las dos promociones y la comunidad de lucha libre en Internet se debatía sobre cuál de las dos era superior.
Entre otros factores, sin embargo, la mala gestión dentro de la WCW (como permitir que los propios luchadores pactaran sus luchas y varias instancias de política corporativa) la llevó, finalmente, en una espiral descendente de la que nunca se recuperó. Las Monday Night Wars llegaron a su fin el 23 de marzo de 2001, cuando la WWF compró los derechos de videoteca, marcas registradas, 24 contratos de Superestrellas seleccionadas y otras propiedades (nombres de talento, imágenes, similitudes, eslóganes, cuadriláteros y cinturones) de la WCW por lo que se consideró un precio irrisorio.
La noche final de las Monday Night Wars tuvo lugar el 26 de marzo de 2001: Raw Is War se enfocó principalmente en las historias estelares encaminadas a WrestleMania X-Seven, mientras que Nitro tuvo una "Night of Champions" en su último episodio. Mr. McMahon abrió Nitro y anunció una transmisión simultánea para más tarde esa noche, donde abordaría el futuro de la WCW. Durante Raw Is War, McMahon nombró públicamente a varios luchadores de la WCW que no serían retenidos. Aunque la mayoría lucharía para la WWE en los años siguientes, McMahon despidió legítimamente a Jeff Jarrett en TV, debido a la animosidad entre ambos que data de 1999, cuando Jarrett chantajeó a McMahon por un pago, ya que el primero fue pactado a una lucha en No Mercy con su contrato habiendo expirado un día antes. Después de que Sting derrotara a Ric Flair en la última lucha de la WCW, la transmisión simultánea comenzó. McMahon habló sobre la compra de la WCW y jugó con la idea de convertirla en un gran conglomerado de medios, muy parecido a la WWF. Le preguntó al público a quién debería mantener bajo su yugo, mencionando los nombres de los luchadores de la WCW y pidiéndoles una reacción. Lex Luger recibió abucheos por parte de los fanes y Hulk Hogan, Buff Bagwell, Booker T, Scott Steiner, Sting y Goldberg fueron aclamados. Sin embargo, Vince procedió a despedirlos a todos, con los vítores del público de Raw Is War y los abucheos de Nitro. McMahon anunció después que firmaría el contrato y haría oficial la compra en WrestleMania. No obstante, Shane McMahon apareció en Nitro y anunció en kayfabe que había sido él quien había firmado y comprado la WCW en las narices de su padre, plantando la semilla para lo que se consideraba una futura lucrativa oportunidad para una storyline. La Invasión no comenzó inmediatamente después, ya que la WWF se estaba preparando para WrestleMania X-Seven, el espectáculo más grande del año, a solo unos días de distancia.

### La Invasión
Efectivamente, la WWF había duplicado el tamaño de su roster al haber adquirido la WCW y, por lo tanto, no había suficiente tiempo para todos en pantalla. El plan original era encontrar un bloque más amplio de tiempo en TNN para seguir transmitiendo la WCW como una entidad aparte. Se hizo una encuesta tanto en WWF.com como en WCW.com para decidir el nombre del programa nuevo. Estos planes fracasaron, ya que ninguna estación televisiva transmitiría la WCW debido a su reputación de perder dinero. Eventualmente, la WWF llevó a cabo una extensión de bandos, reviviendo de manera efectiva a la WCW bajo sus propios auspicios y transmitiendo las dos promociones por separado, donde cada uno estaría dividido en los programas ya existentes de la WWF, Raw y SmackDown!.
Como parte de sus planes, Lance Storm se convirtió en el primer luchador de la WCW en aparecer en la programación de la WWF, haciendo una interferencia en el episodio de Raw is War del 28 de mayo. Bill DeMott hizo su debut televisivo en la WWF en un episodio de junio de Raw is War atacando a Edge. El 24 de junio en King of the Ring, el entonces luchador de la WCW Booker T, intervino en el evento principal, un combate triple threat por el Campeonato de la WWF, costándole, por poco, el título a Stone Cold Steve Austin. Aunado a ello, Austin sufrió legítimamente de una fractura de huesos en su mano, debido al side slam que recibió de manos de Booker en la mesa de comentaristas. La noche siguiente en Raw is War, celebrada en el Madison Square Garden de Nueva York, ocurrió una confrontación entre el propietario de la WCW, Shane McMahon y el de la WWF, Vince McMahon. Mientras que Vince estaba en el ring, Booker T llegó desde atrás e impactó a Vince con una scissors kick. El roster de la WWF corrió hacia el cuadrilátero para auxiliar a Vince, pero Booker T y Shane McMahon escaparon entre la multitud. Este incidente marcó el comienzo oficial de la historia de la Invasión. El comentarista de Raw is War Jim Ross, anunció, "¡Las lineas de batalla han sido establecidas!".
La WWF finalmente comenzó a reconocer la WCW y probó la idea de una extensión de marca al otorgarle a la WCW los últimos veinte minutos de Raw Is War, con Scott Hudson y Arn Anderson como los anunciadores en lugar de Jim Ross y Paul Heyman. Durante la lucha entre Buff Bagwell y Booker T por el  Campeonato de la WCW, los luchadores de la WWF Kurt Angle y luego el campeón de la WWF Stone Cold Steve Austin interfirieron como represalia al atacar a Booker T, con Bagwell uniéndose a Angle y Austin atacando a Booker T. Este encuentro fue mal recibido por la audiencia que asistió al Tacoma Dome en Tacoma, Washington. Una fuente citó que la lucha debería haber mostrado lo mejor de la WCW, pero en su lugar tenía demasiadas restricciones y no había suficiente acción. La audiencia abucheaba a los luchadores con cantos de "¡Este combate apesta!" y "¡aburrido!" Una fuente de la WWF cercana a Vince McMahon dijo que "odiaba absolutamente" el segmento. En una entrevista de podcast con Stone Cold Steve Austin en 2015, Bagwell expresó sus sospechas sobre los verdaderos planes de la WWF para el producto de la WCW, manifestando su confusión sobre por qué su encuentro con Booker T tuvo lugar en Tacoma, Washington (un área que era leal a la WWF) en lugar de serlo en el programa RAW de la semana siguiente en el Philips Arena en Atlanta (la antigua ciudad sede de la WCW), donde la lucha probablemente habría recibido un resultado más positivo en cuanto a la recepción de los fanes.
Hasta este punto, el contingente de la WCW se estaba construyendo para ser técnicos alzándose contra el rudo Vince McMahon, debido a la fanfarronada de Vince durante la transmisión final de  Nitro  y la usurpación de Shane en la propiedad de la WCW. Originalmente, los talentos de la WCW estaban destinados a atacar estrictamente a los luchadores de la WWF. La reacción fuertemente negativa de la audiencia central de WWF al producto y talento de la WCW, sin embargo, aunado a la realidad de que un programa de lucha libre de la WCW diseñado para atraer a los fanáticos de la WWF no se materializaría, se produjo el hecho de que todo el contingente de la WCW cambiara abruptamente a rudo. Un ejemplo fue el personaje rudo del entonces miembro de la Alianza de la WCW Diamond Dallas Page, cuya primera aparición en la WWF se construyó durante varias semanas en una historia en la que fue presentado como anónimo acosador enviando cintas de video invasivas al entonces técnico, The Undertaker.

### Adición de la ECW
En el episodio del 9 de julio de Raw Is War, Kane estaba programado para enfrentarse a Mike Awesome y a Lance Storm en una lucha en desventaja. Chris Jericho salió y se ofreció a ser el compañero de Kane, convirtiéndolo así en una lucha de parejas. Cerca del final del encuentro, Jericho aplicó su movimiento final, los Muros de Jericho a Lance Storm. Sin embargo, a medida que se aplicaba el movimiento, Rob Van Dam y Tommy Dreamer corrieron a través de la audiencia hacia el ring y comenzaron a golpear a Kane y Jericho. En respuesta, los luchadores de la WWF The Dudley Boyz, Tazz, Justin Credible, Rhyno y Raven (todos ellos antiguos luchadores de la ECW) corrieron hacia el ring. Después de un breve enfrentamiento, los luchadores de la WWF se dieron la vuelta y atacaron a Kane y Jericho. Esto llevó a Paul Heyman a abandonar la mesa de comentaristas y entrar al ring. Después de saludar a los luchadores, anunció que la ECW había entrado en la invasión. Heyman habló sobre lo cansado que estaba sentado al lado de Jim Ross y discutiendo sobre WCW vs. WWF, afirmando que sintió que todos se habían olvidado de la ECW y anunció: "¡Esta invasión acaba de ser llevada al extremo!".
Más tarde, durante la noche, Shane y Vince McMahon se encontraron en el backstage. Shane le dijo a su padre que había que cuidar a la ECW y señaló que había diez luchadores de la ECW bajo el mando de Heyman. Sugirió que la WWF y la WCW seleccionen a cinco luchadores para que eliminen la ECW; Vince estuvo de acuerdo, pero insistió obstinadamente en que la WCW eventualmente se encontraría con su desaparición cuando todo estuviera dicho y hecho.
Al final de la noche, los luchadores de la WCW entraron al ring, acompañados por Shane McMahon. Los luchadores de la WWF entraron en el ring y, antes de entrar a la ECW, los luchadores de la WCW y la WWF comenzaron a pelearse. Los luchadores de la WWF despejaron el ring, pero luego fueron atacados por los luchadores de la ECW y sacados del mismo. Los luchadores de la WCW entraron en el ring, saludaron a los hombres de la ECW y luego desmontaron a los luchadores de la WWF cuando Paul Heyman y Shane McMahon se abrazaron triunfantes. Al ver a un sorprendido Vince McMahon preguntó qué estaba pasando, Shane admitió ser responsable de todos los eventos que acaban de ocurrir y anunció que la ECW y la WCW se fusionaron para formar  La Alianza - con Stephanie McMahon como nueva propietaria de la ECW.

### La partida y el regreso de Stone Cold Steve Austin

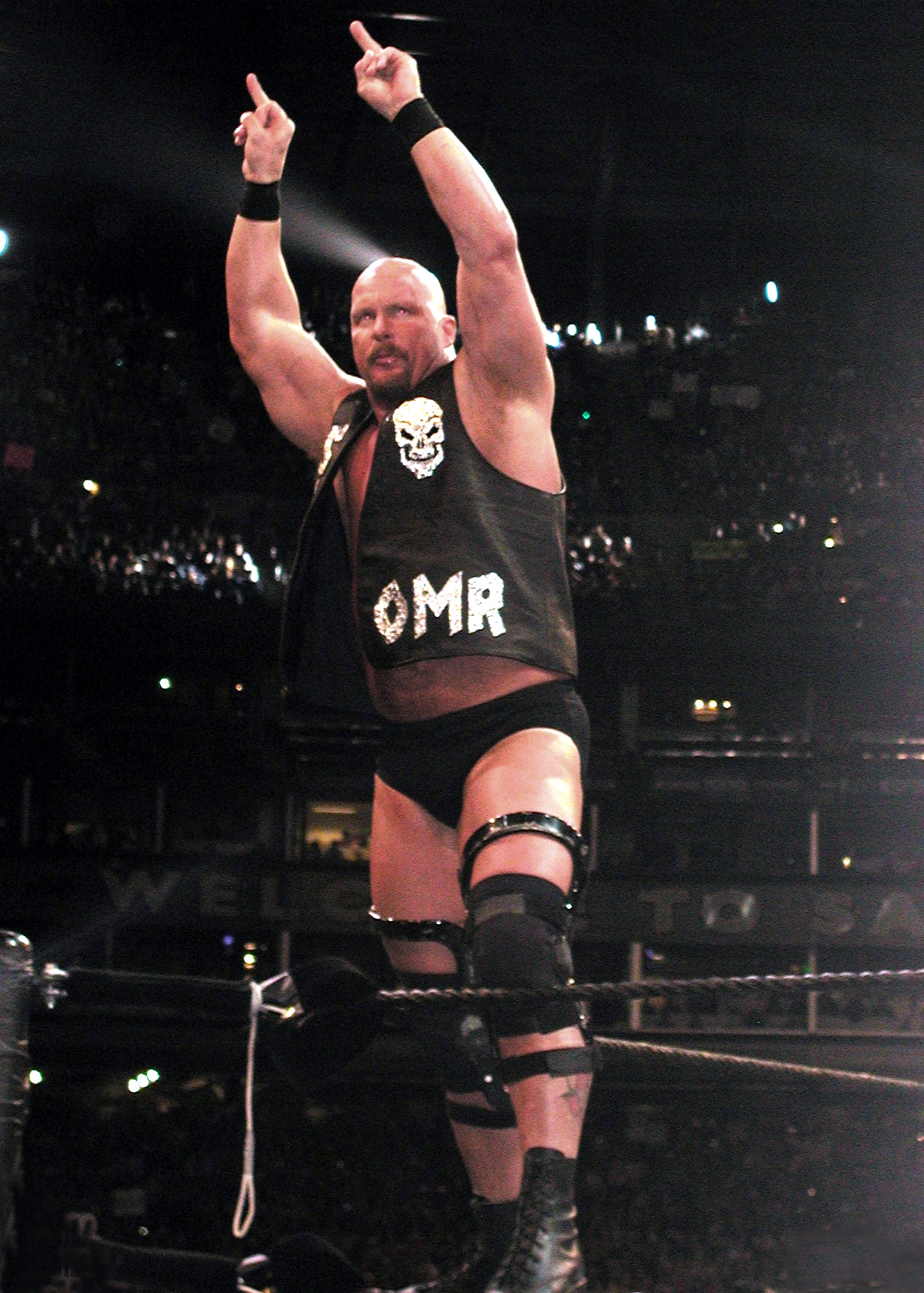
Stone Cold Steve Austin

Stone Cold Steve Austin, quien se había convertido en rudo en WrestleMania y formó una alianza con McMahon cuando ayudó a Austin a ganar el Campeonato de la WWF, tomó un cambio de personaje durante este tiempo. En lugar de ser un rebelde bebedor de cerveza, se mostró más emocional y trató de animar a Vince McMahon, quien estaba claramente estresado por la amenaza de la Alianza, haciendo algo generoso como darle a Vince un sombrero de vaquero como regalo. En el episodio del 12 de julio de SmackDown!, Austin tocó a la guitarra "Kumbaya" y "We Are the Champions" para McMahon, a la que Vince no respondió. Más tarde esa noche, Vince McMahon salió y le pidió a Austin que viniera al ring, y lo anunció como el hombre que lideraría al Team WWF hacia el siguiente evento de pago por visión y hacia la victoria. Al entrar, Vince McMahon le dijo a Austin que había cambiado bastante desde WrestleMania, y como la WWF se enfrenta a La Alianza en el próximo evento de pago por visión, no necesitaba un Austin que le diera abrazos y regalos y lo horneara galletas. Necesitaba el "viejo" Stone Cold que era un "bebedor de cervezas, mal hablado HDP", y el "viejo" Stone Cold que "no aceptaba la mierda de nadie". Le pidió a Austin que lo derribara, incluso gritándole a la multitud: "¡Si quieres que Stone Cold saque al infierno de Vince McMahon, dame un demonios, sí!" A lo que la multitud respondió con entusiasmo. Austin, sin embargo, negó con la cabeza y procedió a abandonar el ring, dándole la espalda a Vince McMahon. Más tarde esa noche, cuando Diamond Dallas Page y Shane McMahon se enfrentaron al Undertaker y Kurt Angle, muchos miembros de la Alianza interfirieron. Kane y Jericho vinieron a ayudar a su equipo, pero los miembros de la Alianza eran demasiados, y sin Austin para respaldar a sus compañeros, el Team WWF estaba abrumado.
En el episodio del 16 de julio de Raw, se mostró a Austin bebiendo y jugando al billar en un bar del centro de la ciudad. Durante la noche, Vince McMahon realizó una reunión de la WWF en el backstage. The Undertaker y APA dieron un discurso motivador sobre cómo no deberían tolerar más la Alianza. Después de que terminaron, el Brooklyn Brawler llevó a Freddie Blassie a la habitación para que pudiera dirigirse a los luchadores y animarlos. Mientras los luchadores de la WWF se unían, se podía ver a Austin viendo los eventos en la televisión en el bar. Procedió a golpear su taco en la mesa de billar y se fue.
Más tarde esa noche, DDP y Rhyno se enfrentaron a Kane y a The Undertaker. Durante la lucha, hubo interferencia de la Alianza. En respuesta, los Hardy Boyz, APA, Jericho y Kurt Angle vinieron a ayudar a sus aliados de la WWF, pero más miembros de la Alianza llegaron y abrumaron a los luchadores de la WWF. En el backstage, muchos luchadores de la WWF y la Alianza estaban luchando entre sí, y la WWF parecía estar parecía ser derrotada. Sin embargo, se vio un camión conduciendo hasta la arena, y Austin salió con el taco de billar roto y procedió a golpear a los luchadores de la WCW y la ECW en su camino. Luego vino al cuadrilátero, hablando en el camino hacia abajo, y derrotó a los luchadores de la Alianza, aplicando su movimiento final, el stunner a la mayoría de los hombres en el ring. Los luchadores de la WWF habían limpiado la casa y estaban de pie.. La WWF parecía estar en buena forma para el próximo pago por visión con el regreso de Austin.

### InVasion
En InVasion, la pelea inaugural tuvo lugar entre el team WCW/ECW y el team WWF. El team WWF estaba formado por Steve Austin, Kurt Angle, Chris Jericho, Kane y Undertaker, quienes se enfrentaron al equipo de DDP, Booker T, Rhyno y los Dudley Boys. Cerca del final del combate, todos los luchadores estaban fuera del ring, excepto Booker T y Angle. Kurt Angle aplicó el candado al tobillo a Booker T, quien se rindió de inmediato, pero ningún árbitro estuvo allí para presenciarlo. Austin luego arrastró un árbitro al ring, pero en un cambio súbito, le dio una patada a Kurt Angle en el estómago, lo golpeó con un Stunner, colocó a Booker T sobre Kurt Angle y conminó al árbitro para hacer el conteo. El team WCW/ECW ganó el combate debido a la traición de Austin a la WWF.
La noche siguiente, Austin afirmó que se unió a la Alianza porque lo apreciaban. Citó que Vince abrazó a Angle y llamó a The Rock por teléfono como señales de que Vince no apreciaba a Austin y acusó a McMahon de preparar a Angle para que fuera el próximo Campeón de la WWF.

### La WWF cobra impulso
En el episodio del 26 de julio de SmackDown!, Shane McMahon extendió una invitación a The Rock, que no había sido visto desde el episodio de Raw Is War después de WrestleMania X-Seven, para unirse a la Alianza. También esa noche, Kurt Angle desafió a Booker T a un combate por el Campeonato Mundial Peso Pesado de la WCW, que Booker T aceptó. La WWF ganó impulso cuando Angle hizo que Booker T se sometiera con su candado al tobillo, con lo que le quitó al Campeonato de la WCW la Alianza. El reinado de Angle como campeón resultó ser de corta duración, ya que Booker T lo recuperó en el episodio del 30 de julio de Raw.
En ese mismo Raw Is War en el First Union Center en Philadelphia, The Rock regresó por primera vez desde su suspensión (kayfabe, en realidad, se le dio la "suspensión" para que tomara tiempo para filmar la película The Scorpion King) en el episodio del 2 de abril de Raw Is War. Los McMahon estaban en el ring esa noche, tratando de convencer a The Rock de que se uniera a ellos. Shane le recordó a The Rock cómo Vince lo sacó del Campeonato de la WWF a principios de año en WrestleMania y también en una lucha de jaula de acero el día después de WrestleMania. Vince admitió que era incorrecto para él respaldar a Austin, ya que era una serpiente de cascabel que debería haber sabido que eventualmente lo mordería. Le prometió a The Rock que no tenía ninguna intención de traicionarlo si regresaba a la WWF, pero también notó que no podía prometer que nunca lo haría; si era bueno para el negocio, dijo, entonces podría hacerlo. Le dijo a The Rock que al menos era honesto con él y le suplicó a The Rock que confiara en sí mismo, afirmando que su futuro era con los fanáticos y la WWF. The Rock entopnces atacó a con un Rock Bottom después de algunas disputas entre Shane y Vince, y procedió a mirar a Shane, luego sonríe descaradamente y estrechó la mano de Shane, fingiendo una defección a la Alianza y un cambio a rudo - pero luego procedió a atacarlo también con un Rock Bottom y le dio un People's Elbow, antes de afirmar enfáticamente: "Finalmente, The Rock ha regresado ... a la WWF", por lo que se alineó con la World Wrestling Federation.
Su regreso condujo a un combate por el Campeonato de la WCW entre The Rock y Booker T en SummerSlam, que ganó The Rock, marcando la segunda vez que el cinturón del Campeonato de la WCW cambió de bando a la WWF. En ese mismo evento de pago por visión, Austin mantuvo su Campeonato de la WWF contra Angle después de que Angle ganara por descalificación.
Los siguientes programas de "Raw Is War" y "SmackDown!" presentaron principalmente luchas interpromocionales entre las dos compañías. Austin robó las medallas de Kurt Angle durante uno de los shows, y en el episodio del 30 de agosto de SmackDown!, los ató a un bloque de cemento y los arrojó a un río. En el siguiente episodio del 3 de septiembre de Raw Is War, Debra y Stephanie compraron una nueva camioneta para Austin, pero Angle apareció por detrás y golpeó a Austin en la parte posterior de la cabeza con una tubería. Puso un bloque de cemento y una cuerda en la camioneta, puso a Austin en él y se fue en la misma. Le vendó los ojos a Austin y amenazó con arrojarlo a un río si no conseguía una oportunidad por el título. Austin, temeroso por su vida, "rompió a llorar" y accedió a darle a Angle una oportunidad por el título en el próximo pago por visión, Unforgiven. Angle dijo, sin embargo, que Austin "todavía estaba yendo al agua", pero en cambio simplemente avergonzó a Austin arrojándolo a una piscina para niños.
La WWF ganó aún más impulso en Unforgiven, ya que The Rock retuvo el Campeonato de la WCW en una lucha en desventaja contra Booker T y Shane McMahon, y Kurt Angle hizo que Austin se sometiera al candado al tobillo, ganando el Campeonato de la WWF de Austin, colocando ambos cinturones en manos de la WWF.
Casi todos los campeonatos cambiaron de manos durante este período de tiempo, siendo intercambiados entre las Superestrellas de la WWF y los miembros de la Alianza. Por ejemplo, The Undertaker y Kane vencieron a Diamond Dallas Page y Chris Kanyon en un combate de jaula de acero en Summerslam para convertirse en copropietarios de los títulos de parejas de la WWF y la WCW. Además, X-Pac venció a Billy Kidman para convertirse en doble campeón al obtener el Campeonato de Peso Ligero de la WWF, así como el Campeonato de Peso Crucero de la WCW.

### Chris Jericho y The Rock se pelean mientras la Alianza se recupera

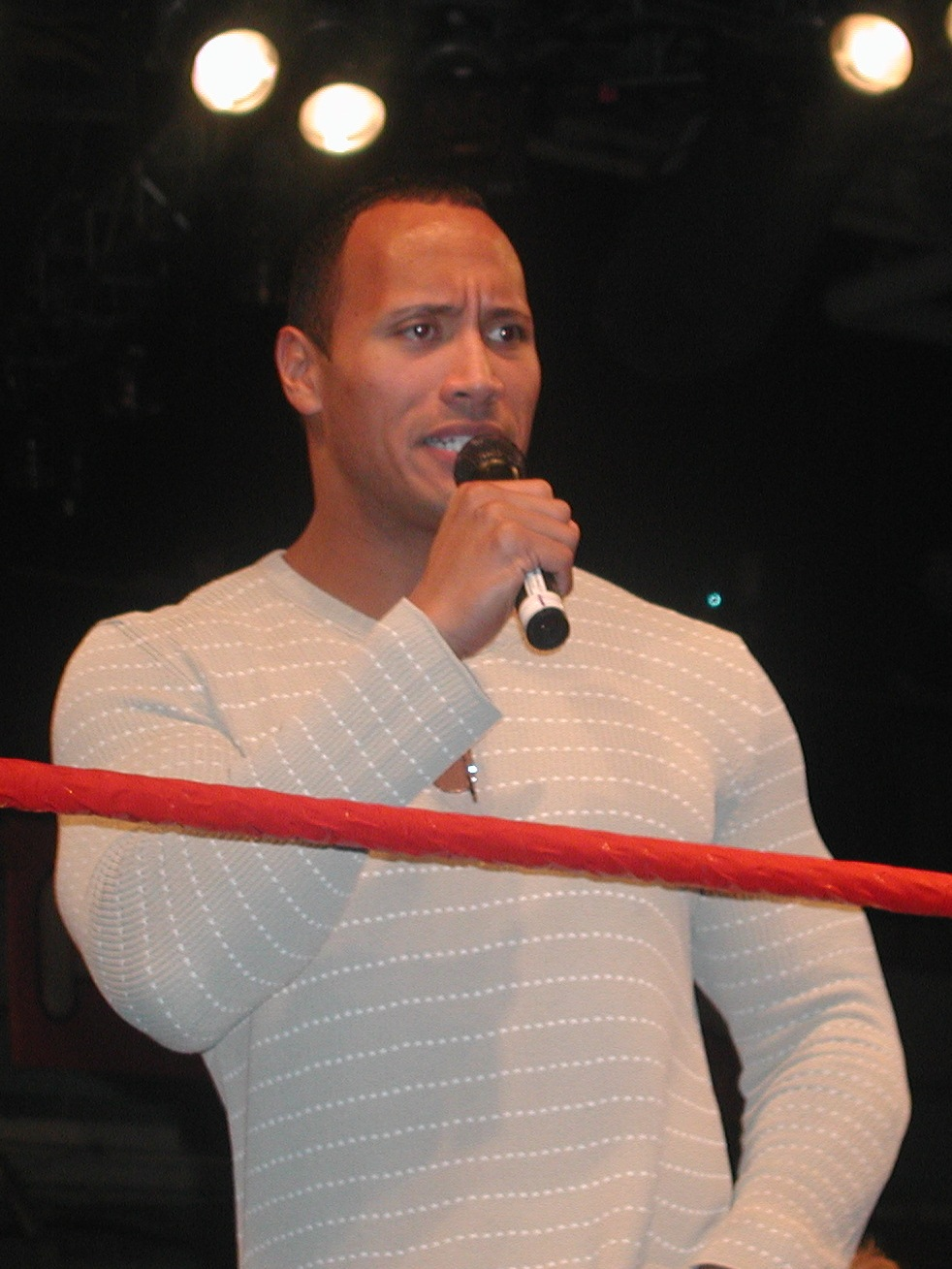
The Rock

Hubo varios combates interpromocionales después de Unforgiven. Además, se formó un punto crucial en la trama cuando, en la transmisión de Raw el 8 de octubre, Jericho y The Rock se unieron contra Shane McMahon y Rob Van Dam. Durante la lucha, Jericho golpeó erróneamente a The Rock con una silla de acero y les costó el encuentro. The Rock se enfrentó a Jericho detrás del escenario después del combate, lo que llevó a una pelea entre los dos. Los dos comenzaron una enemistad, aunque a menudo se juntaron, teniendo personalidades similares al lanzar insultos cómicos a Stephanie McMahon, y en un momento ganaron el Campeonato Mundial de Parejas de la WWF.
También esa noche, Steve Austin y Kurt Angle se enfrentaron al Campeonato de la WWF, y el entonces comisionado de la WWF William Regal, quien se sentó en ringside para asegurar que se realizaría un combate justo, golpeó a Kurt Angle con el cinturón, y por lo tanto apuñaló por la espalda a la WWF, costando el título a Angle. En el siguiente episodio del 11 de octubre de SmackDown!, Linda McMahon despidió a Regal de su posición como Comisionado de la WWF, y nombró a Mick Foley como su reemplazo. Regal fue declarado Comisionado de la Alianza por Shane y Stephanie.
La disputa entre Jericho y The Rock se formó llevó a una lucha en No Mercy el 21 de octubre, donde Jericho venció a The Rock para ganar el Campeonato de la WCW (primer título mundial de Jericho), y Steve Austin derrotó a Angle y Rob Van Dam retienendo su Campeonato de la WWF.
En el episodio del 29 de octubre de Raw, Shane McMahon le dijo a su padre, Vince McMahon, que un miembro de la WWF saltaría a la Alianza esa noche. Más tarde esa misma noche, Kurt Angle traicionó a la WWF golpeando a Jericho, The Rock, Undertaker y Kane con sillas de acero. En el siguiente episodio de SmackDown! del 1 de noviembre, Angle, quien originalmente dirigió a los luchadores de la WWF, explicó que él representaba lo mejor de América: era un ganador, y su deserción se debió a su decisión de luchar junto al lado ganador. Ese lado incluía a Steve Austin, un hombre que, según Angle, sabía cómo ganar.

### Fin de la invasión
En la transmisión de Raw el 5 de noviembre, Vince McMahon respondió a la deserción de Kurt Angle al declarar que un miembro de La Alianza los traicionaría durante la lucha a realizarse en Survivor Series. Steve Austin salió para enfrentar a Vince al respecto, y Vince declaró que Austin sería el que desertaría. Debido a este anuncio, muchos miembros de la Alianza comenzaron a desconfiar de Austin, quien negó con vehemencia los cargos y llamó a Vince mentiroso. Stone Cold interrogó a los miembros del Team Alliance, interrogó a Booker T y sentó a Rob Van Dam en una habitación con una luz brillando sobre él. Esa misma noche, The Rock ganó el título mundial de la WCW de Chris Jericho, pero Jericho atacó a The Rock en el ring luego de la lucha.
Todo esto condujo a una lucha de "El Ganador se lleva Todo" en Survivor Series 2001, que enfrentó al Team WWF (The Rock, Chris Jericho, The Undertaker, Kane y The Big Show) contra Team Alliance (Steve Austin, Kurt Angle, Booker T, Rob Van Dam y Shane McMahon). Los últimos tres hombres en el combate fueron The Rock y Jericho contra Austin. Jericho fue eliminado y, para continuar la enemistad entre los dos hombres, atacó a The Rock con un rompecaras, a pesar de que el futuro de Jericho estaba en juego si The Rock perdía. The Rock y Austin continuaron luchando, cada uno robando e invirtiendo sus maniobras de firma y el árbitro fue derribado en la lucha. Austin le aplicó la Stone Cold Stunner a The Rock y lo planchó, pero no había ningún árbitro para hacer el conteo de tres. Austin se acercó al árbitro derribado para tratar de revivirlo. Mientras esto ocurría, Angle corrió hacia el ring, recogió el cinturón del Campeonato de la WWF y golpeó a Austin con él, revelándose como el desertor al que McMahon se refería todo el tiempo. The Rock se puso de pie y aplicó un Rock Bottom, cubriendo a Austin, a lo que el árbitro se despertó e hizo el conteo de tres. El team WWF prevaleció, terminando así con la historia.
Fue también en esta noche que se unificaron varios títulos; Edge derrotó a Test para unificar el Campeonato de los Estados Unidos de la WCW y el Campeonato Intercontinental de la WWF, mientras que The Dudley Boyz vencieron a The Hardy Boyz en un combate en jaula de acero para unificar los Títulos de Parejas de la WCW con los Títulos de Parejas de la WWF. El último miembro de la ECW, Jazz, hizo su debut durante un Six Pack Challenge por el vacante Campeonato Femenino, que fue ganado por Trish Stratus.

## Repercusiones

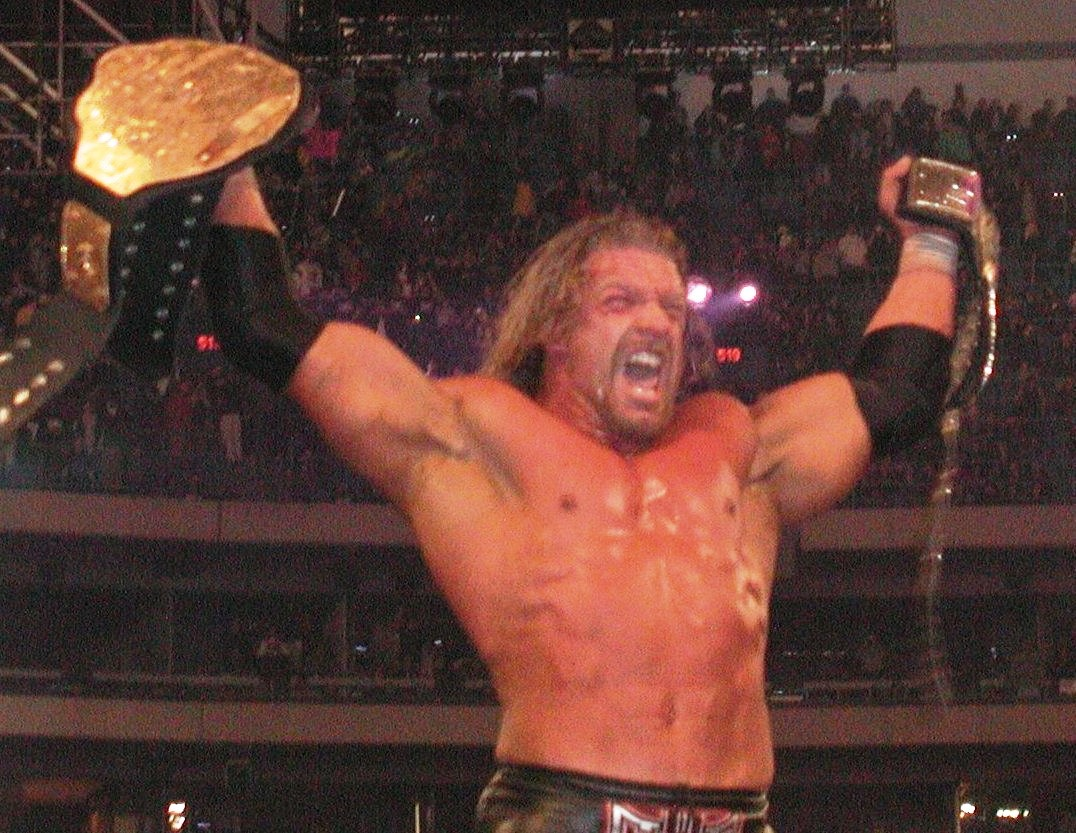
El Campeonato de la WCW luego se unificó con el Campeonato de la WWF para formar el Campeonato Indiscutido de la WWF, que Triple H ganó en WrestleMania X8 en marzo de 2002

### WCW
Después de que la Alianza se disolvió, la WWF se enfrentó a una crisis de títulos; es decir, tenían demasiados campeonatos (debido a que adquirieron todos los campeonatos de la WCW), y cada título individual se devaluó. Para combatir esto, la WWF comenzó a unificar muchos campeonatos. Survivor Series vio dos luchas de unificación de títulos: El Campeón de los EE. UU. de la WCW Edge derrotó a Test para convertirse en el Campeón Intercontinental de la WWF, retirando el título de los EE. UU., mientras que los Campeones del Parejas de la WCW The Dudley Boyz derrotaron a The Hardy Boyz para ganar el  Campeonatos de Parejas de la WWF, retirando los títulos de parejas de la WCW. El mes siguiente en Vengeance, el Campeonato de la WCW (simplemente renombrado como Campeonato del Mundo después de Survivor Series) se unificó con el Campeonato de la WWF en el que Chris Jericho se convirtió en el campeón al derrotar a tanto The Rock como Steve Austin en un torneo de tres luchas para formar el Campeonato Indiscutible de la WWF, que continuó conj el linaje del Campeonato de la WWF, mientras que el anterior título de la WCW fue retirado. Otro campeonato de la WCW, el Campeonato de Peso Crucero de la WCW, fue rebautizado como un título de WWF (y más tarde, WWE) y reemplazó el Campeonato de Peso Ligero de la WWF.
El Campeonato Indiscutible estuvo originalmente representado por los cinturones de título originales de la WWF y la WCW, y el campeón llevaría ambos cinturones hasta que fuera reemplazado por un solo cinturón el año siguiente en la edición del 1 de abril de Raw. Al comienzo de la Extensión de marcas de la WWE, el campeón indiscutible aparecería en Raw y SmackDown! hasta que el entonces campeón Brock Lesnar firmara un acuerdo exclusivo con SmackDown después de su victoria sobre The Rock en SummerSlam 2002, por lo que el campeonato es exclusivo de la marca. En respuesta, el entonces Gerente General de Raw Eric Bischoff presentó el Campeonato Mundial Pesado, representado por el antiguo cinturón de Campeonato de la WCW, y se lo otorgó a Triple H, que era el contendiente número uno para el título indiscutible. El Campeonato Indiscutible pasaría a llamarse Campeonato de la WWE, ya que ya no era indiscutible al haber dos campeonatos mundiales en la promoción. Al año siguiente, el Campeonato de los Estados Unidos se revivió como un título exclusivo de la marca SmackDown, convirtiéndose así en el Campeonato de los Estados Unidos de la WWE (y contraparte del título Intercontinental de la marca Raw). Es el único título activo en la WWE que no se originó en la promoción.
Aunque la WWF adquirió todos los campeonatos de la WCW, varios nunca se usaron después de la compra de la WCW, como el Campeonato de Parejas de Peso Crucero de la WCW y el Campeonato Mundial de Televisión de la WCW. Jim Ross hizo una mención pasajera del Campeonato de Lucha Violenta de la WCW en la WWF Invasion al mencionar todos los títulos que Lance Storm había tenido en la WCW, pero el título nunca apareció durante la historia.

### ECW
Aunque Tazz apareció brevemente en televisión con el Campeonato de la ECW en el año 2000 (mientras estaba bajo contrato con la WWF) luego que el reinarte Campeón de la ECW Mike Awesome inesperadamente fichara con la WCW, ninguno de los títulos de la ECW se mostraron en televisión durante el ángulo de invasión debido a que los activos de la ECW se retuvieron en la corte de bancarrota; la WWE finalmente compró los activos de la ECW en 2003. Aunque la WCW murió efectivamente de una vez por todas después del final de la historia de la Invasión, la WWE revivió temporalmente a la ECW en 2005 con el propósito de una reunión especial, en el evento de ECW One Night Stand, celebrado el 12 de junio de 2005. La preparación de este evento incluyó a los antiguos talentos de la ECW, que destacaron las virtudes de la marca en comparación con el producto WWE y las apariciones de varios exluchadores de la ECW que no estaban bajo contrato con la WWE. En 2006, la WWE anunció a la ECW como su tercera marca (para complementar Raw y SmackDown!). La segunda One Night Stand, celebrada el 11 de junio de 2006, llevó al debut oficial de la nueva ECW el martes siguiente. Rob Van Dam recibió el Campeonato Mundial de la ECW por su victoria al ganar el Campeonato de la WWE sobre John Cena, por lo que revivió oficialmente el título de la marca ECW, convirtiéndolo también eb el único luchador que obtuvo los títulos de la ECW y la WWE simultáneamente. Este fue el único título de la ECW reactivado por la WWE para la marca ECW. La marca continuaría operando hasta febrero de 2010, cuando Vince McMahon anunció que ECW sería reemplazado por una serie de desarrollo para nuevos talentos titulada WWE NXT, que finalmente tomaría lugar en la FCW (Florida Championship Wrestling), antiguo territorio de desarrollo de la WWE ubicado en Florida. El Campeonato de la ECW fue retirado junto con el cierre de la marca.

### Caída después de Survivor Series
El miembro de la Alianza Test ganó una batalla real en Survivor Series que presentó luchadores de la Alianza y la WWF luchando por el derecho a un contrato de inmunidad por un año. Durante las siguientes semanas, Test comenzó a usar esa inmunidad en su beneficio, atacando e intimidando a otros luchadores sin ninguna razón y, a menudo, atacando a los árbitros. Cada vez que lo llamaban, él mostraba su inmunidad para que no lo despidieran. Poco después de Survivor Series, sin embargo, esto fue finalmente olvidado.
La inmunidad también se extendió a cualquier miembro de la Alianza que tuviera un campeonato al final de Survivor Series. Stone Cold Steve Austin, quien era el campeón de la WWF, The Dudley Boyz, quienes obtuvieron los campeonatos por equipos; Rob Van Dam, quien fue el campeón Hardcore, y Christian, quien era el campeón Europeo, también vio que se extendía a ellos. De estos luchadores, todos, excepto RVD (que ya era favorito de los fanáticos a pesar de estar en la Alianza) continuaron siendo rudos después de la separación de la Alianza. También recibió inmunidad Stacy Keibler la gerente de The Dudley Boys y Tazz, que fue comentarista en SmackDown! y había sido expulsado de la Alianza varias semanas antes.
En el "Raw" la noche después de Survivor Series, el comisionado de la WWF Mick Foley renunció. Vince McMahon celebró su (supuesta) propiedad completa y exclusiva de la WWF y su victoria final sobre la Alianza, mostrando un abuso poder toda la noche. Su muestra de poder incluyó el despido de Paul Heyman de la Alianza desde su posición de transmisión y lo reemplazó con un Jerry Lawler que regresaba, quien había estado ausente de la compañía desde febrero. Más tarde hizo que su hija fuera escoltada del edificio por seguridad (con su hijo, Shane McMahon, dejando la arena por su propia cuenta). Quizás su movimiento más egoísta durante esta muestra de poder fue hacer que el comisionado de la Alianza William Regal se convirtiera en el miembro inaugural del infame Club "Besa mi Trasero" para poder conservar su trabajo.
McMahon también anunció que despojaría al líder de la Alianza Steve Austin de su Campeonato de la WWF y se lo otorgaría a Kurt Angle, quien se había presentado como el héroe de Survivor Series toda la noche y se había jactado de sus acciones en un asunto egoísta para otros luchadores técnicos, los cuales le dieron reacciones negativas. Esto provocó que Angle le molestara al decirle a McMahon que nadie le agradeció y apreció por sus acciones, que luego McMahon le dijo a Angle que le otorgaría el Campeonato de la WWF. Al hacerlo, McMahon completó un lento giro a rudo que había comenzado al inicio de la noche.
Antes de que McMahon pudiera anunciar a Angle como su nuevo campeón, Ric Flair (quien estaba haciendo su regreso a la WWF después de irse en enero de 1993) anunció que "apostó a un ganador" en Survivor Series. Cuando se le presionó, Flair le reveló a McMahon que no era, de hecho, el único propietario de la WWF, como había pensado originalmente. Cuando Shane McMahon y Stephanie McMahon habían comprado la WCW y la ECW a principios de año, habían vendido sus acciones en la WWF a "un consorcio", y que Flair era el hombre que las había comprado, haciéndolo medio dueño de la WWF.
Inmediatamente después de hacer la declaración, Austin hizo su regreso y atacó a Angle por haberle costado la victoria en Survivor Series contra The Rock y también atacó a Vince McMahon por intentar despojarlo de su título, terminando la carrera que había comenzado en WrestleMania. Volvió al lado técnico al alinearse con Flair y reclamar su cinturón de Campeonato de la WWF.

## Recepción
El ángulo de la Invasión fue una gran historia que se extendió por casi la mitad de 2001 y produjo un éxito financiero para la WWF, como el pago por visión de InVasion, que es uno de los mayores índices de compra de eventos no importantes en la historia de los eventos de pago por visión. Sin embargo, la historia de la invasión ha sido criticada por los fanáticos de la lucha libre y los medios de lucha, con la historia nombrada como un fracaso. Otros medios se refieren a la historia como "una de las historias más mal manejadas y llenas de ego en la historia de la lucha".

### Debilidad de La Alianza
A lo largo de la historia, muchos combates interpromocionales hicieron que los luchadores de la WWF ganaran a los luchadores de WCW/ECW, generalmente de forma limpia. En contraste, la mayoría de las victorias de la Alianza fueron controvertidas debido a la interferencia o la descalificación. Por ejemplo, Tazz ayudó a Raven en InVasion a vencer a William Regal. The Rock, sin embargo, ganó limpiamente en SummerSlam, a pesar de la ayuda de Shane McMahon a Booker T. Algunos otros críticos también notaron el énfasis excesivo en Steve Austin. Los críticos creían que Austin era la única superestrella creíble en la Alianza.

Un ejemplo particular de esto fue durante la pelea inaugural en el pay-per-view de InVasion. Además del cambio a rudo de Austin en la lucha que fue necesario para asegurar una victoria de WCW/ECW sobre WWF, SLAM! Wrestling alegó que la Alianza luchó mal en comparación con los luchadores de la WWF: 
Representado como luchadores desorganizados e inferiores, el equipo de ECW-WCW tuvo más que una buena cantidad de movimientos erróneos que perjudicaron a los miembros de su propio equipo, mientras que el "equipo de WWF" luchó como una máquina bien engrasada. El debilitamiento de las superestrellas apodadas ECW-WCW tampoco se detuvo allí. La facción de WWF golpeó una y otra vez a sus compañeros enemigos del juego, haciendo que parecieran débiles y más de las veces, los luchadores de ECW-WCW obtuvieron una ventaja solo por el doble equipo o el uso de tácticas tácitas. El mensaje enviado fue alto y claro. La "mejor" de ECW-WCW no es lo suficientemente buena como para colgar con WWF.
Se ha especulado que la razón de esto fue que Vince McMahon no quería que la WWF se viera débil mientras luchaba contra la Alianza, ya que trabajó muy duro para vencer a su competencia, especialmente a la WCW. Smash Wrestling alega que los luchadores de la WWF debían desertar para hacer que la Alianza pareciera ser una amenaza creíble.

### Sobre énfasis en los McMahons
La historia de la Invasión se presentó con un telón de fondo de una pelea de los McMahon. En la historia, la WWF era propiedad de Vince McMahon, la WCW era propiedad de Shane McMahon y la ECW era propiedad de Stephanie McMahon. Aunque la disputa no se centró completamente alrededor de los McMahons, la historia de la disputa familiar se había hecho muchas veces antes. Además de esto, la pelea entre Steve Austin y Vince McMahon comenzó de nuevo cuando Vince McMahon golpeó a Austin en la parte posterior de la cabeza con una silla en No Mercy. Como lo indica SLAM! Wrestling en su sinopsis de No Mercy: 
Para los fanáticos que no lo atraparon la quinta, décima o vigésima vez que lanzaron el ángulo, "Stone Cold" Steve Austin y Vince McMahon están a punto de pelear una vez más ... Primero, Vincent McMahon atacó a Austin con una silla de acero mientras esperaba para cubrir a un RVD aturdido ... Tres minutos después, fue el turno de Shane McMahon de sacar a Kurt Angle del ring y lanzarlo a un poste de acero. Vince abordó a Shane sobre la mesa de comentarios y los dos comenzaron a golpearse el uno al otro. De vuelta en el ring, Austin colocó un "Stone Cold" Stunner para retener el cinturón mientras Vince descontento fruncía el ceño. Caramba, ¿cuántas veces hemos visto ese escenario desarrollado antes? Austin gana. Vince echa humo. Los aficionados roncan. Lo que sea.
La trama también supuestamente se centró demasiado en los McMahons, que tenían más tiempo en el aire que los luchadores.

### Falta de talento de renombre en la WCW, énfasis excesivo en desertores de la WWF y problemas con la ECW
Muchos fanáticos habían soñado con un día en el que pudieran enfrentar a los luchadores de la WWF y la WCW uno contra el otro, pero la lucha final de la historia terminó con cuatro luchadores de la WWF luchando en ella. En el programa de TSN Off the Record, el anfitrión Michael Landsberg le preguntó a Booker T por qué la Invasión - que él dijo debería haber sido uno de los ángulos de dinero más grandes en la historia de la lucha libre: en sus palabras, fue un fracaso en el pago por visión. Booker respondió: 
Esa no era la verdadera WCW. Quiero decir, no teníamos tipos como Goldberg. No teníamos a Sting. No teníamos a Kevin Nash. No contamos con todos los luchadores principales en la WCW para enfrentarnos a las superestrellas de WWF.
Algunas de las ausencias de los luchadores de la WCW estaban fuera del control de la WWF. Muchos de los mejores luchadores de la WCW tenían contratos con AOL Time Warner, la empresa matriz de la WCW, y estaban dispuestos a quedarse en casa en lugar de luchar por menos dinero; Booker T, el reinante Campeón de la WCW en el momento de la compra de la WWF, fue una notable excepción, ya que aceptó la compra del resto de su contrato con AOL Time Warner para luchar por la WWF de inmediato. McMahon tenía la opción de aceptar cualquier contrato que quisiera con su compra, pero optó por permitir que AOL Time Warner siguiera pagando lo que se consideraba un mal negocio. Ric Flair y Rey Mysterio no fueron firmados hasta el final de la Invasión porque estaban atados a sus contratos, y por lo tanto su ausencia estaba fuera del control de la WWF. Además, Scott Steiner se estaba recuperando de una lesión. Otros, como Hulk Hogan, Kevin Nash, Scott Hall y Goldberg no firmaron hasta mucho después de que terminara la historia. En cuanto a las otras superestrellas principales de la WCW, Sting aún estaba bajo contrato con AOL Time Warner, y no se unió a la ahora - la WWE hasta finales de 2014, mientras que Lex Luger y Randy Savage nunca volvería a aparecer en la compañía en la televisión (en mayo de 2011, Luger se reincorporó a la WWE en un rol relacionado con el Programa de bienestar de la WWE, mientras que Savage murió de un repentino ataque cardíaco el mismo mes). Bret Hart, quien hizo su nombre en la WWF pero fue visto luchando por la WCW por última vez, se retiró de la lucha debido a una conmoción cerebral que sufrió en una lucha con Goldberg en Starrcade 1999 y se separó de Vince McMahon después de Traición de Montreal en 1997; finalmente regresaría a la WWE en 2010, habiendo ingresado al Salón de la Fama de la WWE en 2006. Jeff Jarrett, a pesar de que su contrato fue tratado con la WCW en lugar de AOL Time Warner, era otro nombre faltante, ya que fue legítimamente y públicamente despedido durante la transmisión simultánea de Raw/Nitro debido a disputas entre Jarrett y McMahon que no se resolvieron hasta 2018. Los fanáticos estaban confundidos por las decisiones de McMahon, ya que la WWF ganaría más que suficiente para cubrir a todos estos luchadores y sus contratos en 2001. Debido a esto, el oponente de la WWF presuntamente carecía de la fuerte identidad de la WCW. 
En correlación con la WCW, la ECW también extrañaba a la mayoría de sus superestrellas clave como The Sandman, Sabu, Balls Mahoney, Little Guido y Tony Mamaluke (todos los cuales luego se unirían al ECW relanzado de la WWE). Otros luchadores como Shane Douglas, Masato Tanaka, Terry Funk, New Jack, 2 Cold Scorpio y Mikey Whipwreck también faltarían de la trama. Durante ese período, el uso del nombre de la ECW en el aire fue objeto de disputa a pesar de que Heyman aún era el propietario técnico de la compañía, mientras que la WWF enfrentó acciones legales de Harry Slash & The Slashtones por el uso de su tema principal "This Is Extreme!".
La WWF faltaría a algunas de sus estrellas más grandes, especialmente Triple H, quien desgarró su cuádriceps en el episodio del 21 de mayo de Raw Is War, semanas antes del inicio de la historia y no volvería hasta el año siguiente en el episodio del 7 de enero de Raw, sin embargo, no compitió como luchador dentro del ring hasta el episodio del 17 de enero de SmackDown! en una lucha por equipos y también ganaría el evento principal unos días después en Royal Rumble 2002, mucho después de que terminara el ángulo de Invasión. Shawn Michaels, quien estaba en un retiro de cuatro años en ese momento, estaba en pausa de la WWF y tampoco apareció durante la historia de la Invasión. Rikishi estuvo inactivo durante toda la historia con un hombro lesionado, y no regresó a la WWF hasta diciembre de 2001. Eddie Guerrero y Chris Benoit que fueron ex-estrellas de la WCW/ECW y trabajaban para la WWF en ese momento, también estaban ausentes de la historia. Benoit fue insinuado a desertar a la WCW antes de su lesión en junio de 2001. Guerrero también fue insinuado a desertar a la WCW, pero fue enviado a rehabilitación después de una adicción a los analgésicos en mayo de 2001 antes de ser despedido en noviembre. Tanto Guerrero como Benoit no volverían a la compañía hasta abril y julio de 2002, respectivamente. Dean Malenko, antiguos compañero de Benoit y Guerrero de The Radicalz también se retiró antes del inicio de la historia, mientras que Perry Saturn estuvo involucrado en un incidente durante una grabación del programa Jakked/Metal y estuvo mínimamente involucrado en la historia.
Para reforzar las filas de la WCW (en lugar de los grandes nombres de la WCW), algunos luchadores de la WWF (como Stone Cold Steve Austin) desertaron y se unieron a la Alianza y fueron empujados como los líderes de la Alianza. Austin, que había trabajado en la WCW y la ECW pero había encontrado su mayor éxito en la WWF y era visto principalmente como un luchador de la WWF, fue empujado como el líder de la Alianza y un luchador más importante durante la Invasión que los auténticos miembros de la Alianza de la WCW o la ECW. Varios de los mejores talentos de la WCW y la ECW que fueron superestrellas en sus compañías anteriores, como Diamond Dallas Page, Booker T, Rob Van Dam, The Dudley Boyz, Justin Credible, Raven y Tazz, fueron programados para luchas de mitad de la cartelera, mientras que los luchadores de la WWF de menor rango que desertaron de la Alianza, como Test, recibieron un impulso mayor. Sting citaría esto como la razón por la que nunca firmaría con la WWF (hasta 2014) a pesar de que se le ofreció un contrato.
En el evento estelar de Survivor Series entre la WWF y la Alianza, estuvieron representados por cinco luchadores. Tres de ellos eran luchadores de la WWF que habían desertado. Shane McMahon y Kurt Angle nunca habían luchado en la WCW o la ECW antes de la Invasión. Solo tres luchadores que habían trabajado en la WCW o la ECW, Austin, Booker T y Rob Van Dam, estaban en el equipo. McMahon, Booker T y Rob Van Dam fueron los primeros tres luchadores eliminados en el equipo de la Alianza, lo que resultó en que los últimos sobrevivientes que representan a la ostensible entidad de la WCW/ECW eran dos luchadores que ya estaban en la WWF antes de la invasión.